# Oleiphilus messinensis
Oleiphilus messinensis ist eine Bakterienart. Sie ist die einzige Art der Gattung Oleiphilus (Stand Mai 2020). Der Name ist abgeleitet von dem lateinischen Wort „Oleum“ (Öl) und dem griechischen Adjektiv „philos“ (liebend). Die Art kommt im Meer vor und ist in der Lage, langkettige Kohlenwasserstoffe, wie sie im Erdöl vorkommen, abzubauen. Oleiphilus messinensis zählt somit zu den hydrocarbonoklastischen Bakterien.

## Erscheinungsbild
Die Art Oleiphilus messinensis ist durch ein an einem Zellende (polar) gelegenes Flagellum beweglich. Die Zellen sind stäbchenförmig.
Bei der Kultivierung in flüssigen Medien besiedelt O. messinensis die Oberfläche von Alkantröpfchen und bildet dort dichte Biofilme. Einige Zellen befinden sich aber auch frei in der Flüssigkeit. Zellen, die sich im freien Medium bewegen, sind stäbchenförmig mit einem Durchmesser von 0,66 bis 0,88 μm. Sie besitzen ein zentral gelegenes Chromosom. Der Durchmesser von den an den Alkantröpfchen lebenden Zellen ist größer, er liegt zwischen 0,88 und 1,26 μm. Diese Zellen enthalten viele unregelmäßig geformte Zelleinschlüsse, die bis zu 50 % oder mehr des gesamten Zellvolumens ausmachen können. Sie dienen der Speicherung von Fettsäuren, hauptsächlich Palmitin- und Stearinsäure.

## Wachstum und Stoffwechsel
Das Bakterium Oleiphilus messinensis ist chemo-organotroph. Die Gram-Färbung verläuft negativ. Es ist fakultativ anaerob. Wenn kein Sauerstoff vorhanden ist, findet die Nitratatmung statt. Das Bakterium reduziert dabei Nitrat zu Nitrit.
Der Oxidase-Test fällt positiv, der Katalase-Test negativ aus. Sporen werden nicht gebildet. Oleiphilus ist nicht pigmentiert. Wachstum erfolgt bei Temperaturen von 10 bis 37 °C, mit einem Optimum zwischen 20 und 25 °C. Tolerierte Natriumchlorid-Konzentrationen liegen zwischen 0,06 und 10,5 %, das Optimum liegt bei 2,5–5 %.
O. messinensis nutzt nur wenige Verbindungen als Energie- und Kohlenstoffquellen. Es handelt sich ausschließlich um langkettige, aliphatische Kohlenwasserstoffe mit Kettenlängen zwischen 11 und 20 Kohlenstoffatomen, wie sie im Rohöl vorkommen. Das Bakterium nutzt auch oxidierte Verbindungen der Kohlenwasserstoffketten, wie entsprechende Fettsäuren und Alkohole. Auch einige andere Verbindungen mit längeren Kohlenwasserstoffketten, wie z. B. Tween 40 und Tween 80, können verwertet werden.

## Chemotaxonomische Merkmale
Es wurden 4 verschiedene Typen von Lipiden isoliert: Phosphatidylglycerole (PG), Phosphatidylethanolamine (PE), Phosphatidyldimethylethylamine und ein nicht identifiziertes Phospholipid. Der GC-Gehalt beträgt 47,8 %. Im Vergleich zu anderen obligat marinen hydrocarbonoklastischen Bakterien ist das Genom von Oleiphilus messinensis wesentlich größer, es handelt sich um 6,38 Megabasenpaare (Mbp). Bei Cycloclasticus pugetii sind es 2,66 Mbp, bei Alcanivorax borkumensis SK2T 3,12 Mbp, bei Oleispira antarctica 4,4 Mbp und bei Thalassolituus oleivorans handelt es sich um 3,92 Mbp. Plasmide wurden nicht festgestellt.

## Systematik
Oleiphilus messinensis ist die einzige Art der Familie Oleiphilaceae und wurde im Jahr 2002 erstmals beschrieben. Die Familie Oleiphilaceae zählt zu der Ordnung der Oceanospirillales, welche zu der Klasse der Gammaproteobacteria gestellt wird.

## Ökologie
Oleiphilus messinensis benötigt langkettige Kohlenwasserstoffe zum Wachstum und Energiegewinnung, es zählt ökologisch zu den obligat marinen hydrocarbonoklastischen Bakterien, im englischen als obligate marine hydrocarbonoclastic bacteria (OMHCB) bezeichnet. Hydrocarbonoklastische Bakterien kommen nur in geringer Zahl in unverschmutztem Gewässer vor, treten aber in großen Mengen in mit Erdöl belasteten Gewässern auf. Die Art Oleiphilus messinensis wurde im Hafen der Stadt Messina in Sizilien gefunden. Dieser Bereich ist durch den starken Seeverkehr stark beeinträchtigt und ständig durch Öl verschmutzt. Weitere auf langkettigen Kohlenwasserstoffe angewiesene Arten sind z. B.: Alcanivorax, Oleispira, und Thalassolituus.
Diese Bakterien gelten als Bioindikatoren für durch Öl verschmutzte Umgebungen und als für die biologische Entgiftung (Bioremediation) einsetzbar.